# فینکس لیک-سدار ریج (کالیفرنیا)
فینکس لیک-سدار ریج (به انگلیسی: Phoenix Lake-Cedar Ridge) یک منطقهٔ مسکونی در ایالات متحده آمریکا است که در شهرستان توآلومی، کالیفرنیا قرار دارد. فینکس لیک-سدار ریج ۶۵٫۸ کیلومتر مربع مساحت و ۵'۱۰۸ نفر جمعیت دارد.